# Clytra atraphaxidis
Clytra atraphaxidis – gatunek chrząszcza z rodziny stonkowatych i podrodziny zmróżek. Zamieszkuje palearktyczną Eurazję.

## Taksonomia
Gatunek ten opisany został po raz pierwszy w 1773 roku przez Petera Simona Pallasa pod nazwą Chrysomela atraphaxidis. Wyróżnia się w jego obrębie cztery podgatunki:
- Clytra atraphaxidis asiatica Chujo, 1941
- Clytra atraphaxidis atraphaxidis (Pallas, 1773)
- Clytra atraphaxidis maculifrons Zubkov, 1833
- Clytra atraphaxidis punctata Weise, 1890

## Morfologia
Chrząszcz o walcowatym ciele długości od 8 do 10 mm. Barwa głowy jest czarna. Przedplecze jest zwykle pomarańczowe do czerwonego z czarnymi kropkami w liczbie od trzech do pięciu, rzadko czarne z pomarańczowymi lub czerwonymi brzegami. Pokrywy są pomarańczowe do czerwonych z dwoma czarnymi kropkami na przedzie, czasem zlanymi w czarną przepaskę poprzeczną, oraz z plamkami w dalszej części, rzadko jednak rozleglej zaczernione. Odnóża są czarne lub czerwono-czarne.

## Ekologia i występowanie
Larwy przechodzą rozwój w mrowiskach, żerując na jajach i larwach mrówek. Osobniki dorosłe są polifagicznymi foliofagami żerującymi na liściach drzew, krzewów  i roślin zielnych, w tym dębów, pistacji właściwej, wierzb, cykorii podróżnik, Artemisia herba-alba i przedstawicieli rodzaju Atraphaxis.
Gatunek palearktyczny. Podgatunek nominatywny znany jest z Portugalii, Hiszpanii, Francji, Włoch, Ukrainy, Mołdawii, Rumunii, Bułgarii, Albanii, Macedonii Północnej, Grecji, europejskiej części Rosji,  Gruzji, Armenii, Azerbejdżanu, Cypru, anatolijskiej części Turcji, Libanu, Izraela, Kazachstanu, Uzbekistanu, Kirgistanu, Iranu i Afganistanu. C. a. maculifrons notowany jest z południa europejskiej części Rosji, Azerbejdżanu, Syrii, Kazachstanu, Uzbekistanu, Turkmenistanu, Tadżykistanu, Kirgistanu, Iranu i Afganistanu. C. a. punctata podawany jest z Kazachstanu, zachodniej Syberii, Mongolii i Sinciangu na zachodzie Chin. C. a. asiatica wykazywany jest z dalekowschodniej części Rosji, Chin, Korei Północnej i Korei Południowej.